# دفن الأحياء

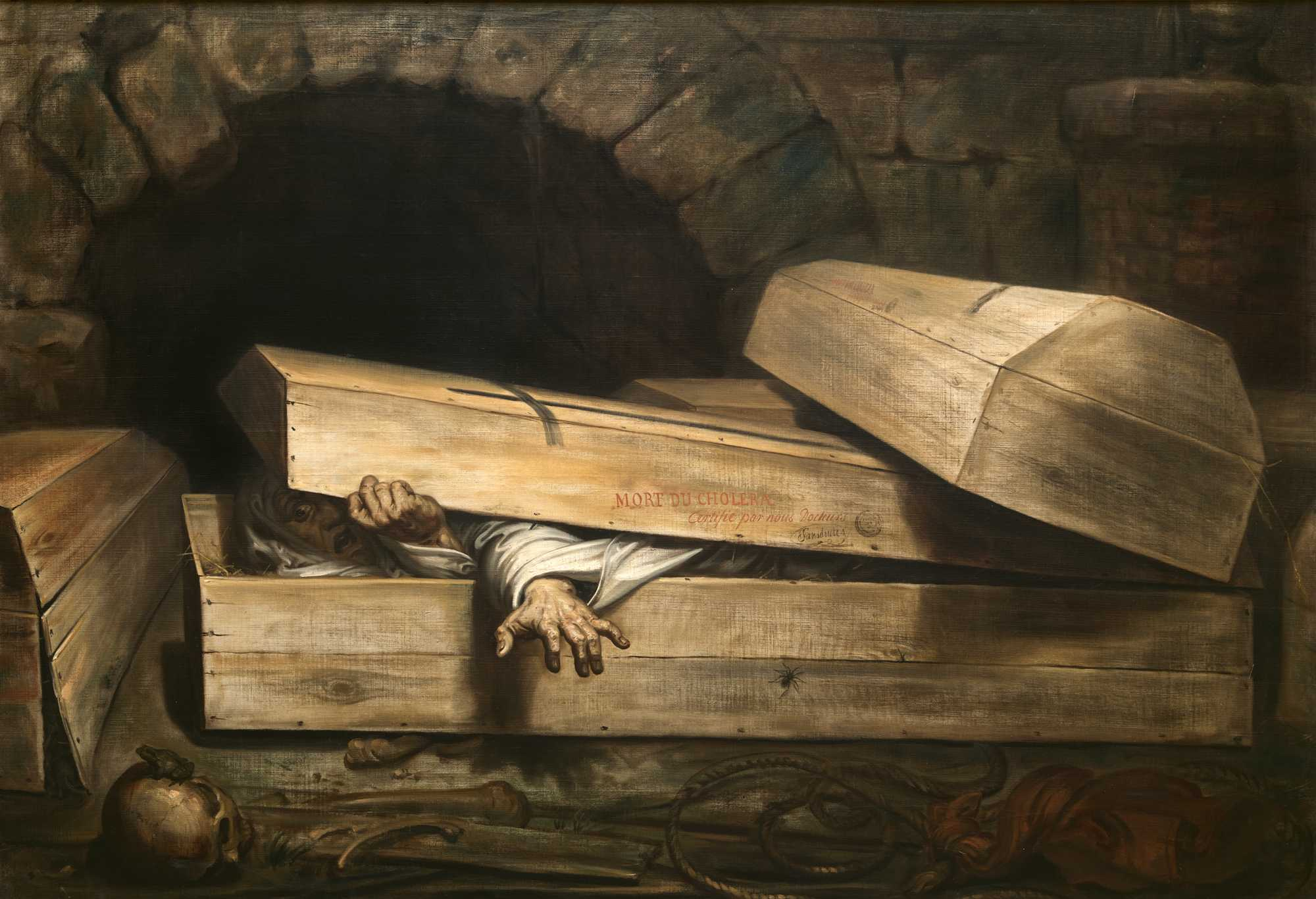
لوحة لأنطوان ويرتز توضح رجلا دفن حيا

الدفن المبكر, و يعرف أيضا بالدفن الحي أو دفن الأحياء يعني دفن الفرد وهو ما يزال على قيد الحياة، وقد يحدث أحياناً دفن الأحياء بشكلٍ غير مقصود سواءً على البشر أو الحيوانات.
ضحية الدفن المبكر قد تكون تدفن الضحية عن طريق الخطأ من قبل آخرين في افتراض خاطئ بأنه قد مات. وقد يحدث الدفن المتعمد كشكل من أشكال التعذيب أو القتل أو الإعدام؛ فإنه قد يحدث أيضا بموافقة الضحية كجزء من حيلة بصرية (بنية الهروب). ويعتبر أن الخوف من دفن حيا هو من بين الرهاب الأكثر شيوعا.

## الناحية البيولوجية
يمكن أن يؤدي الدفن المبكر إلى الوفاة من خلال ما يلي: الاختناق، الجفاف، الموت جوعا، أو (في حالة المناخات الباردة) انخفاض حرارة الجسم. يمكن للشخص المحاصر يمكن أن يدوم وقتا طويلا في حال وجود هواء النقي للتنفس، وقد استخدم الدفن المبكر كطريقة قاسية جدا للإعدام (كما في حالات العذراء فستال التي انتهكت قسم العزوبة)، وطويلة بما فيه الكفاية لكي يدرك الضحية ويتخيل كل مرحلة من مراحل ما يحدث (محاصرا في الظلام الدامس مع حركة محدودة جدا أو معدومة) وتجربة عذاب نفساني وجسدي كبير بما في ذلك الذعر الشديد. المصطلح الطبي للخوف من الدفن على قيد الحياة هو رهاب الدفن حيا. 

## التاريخ

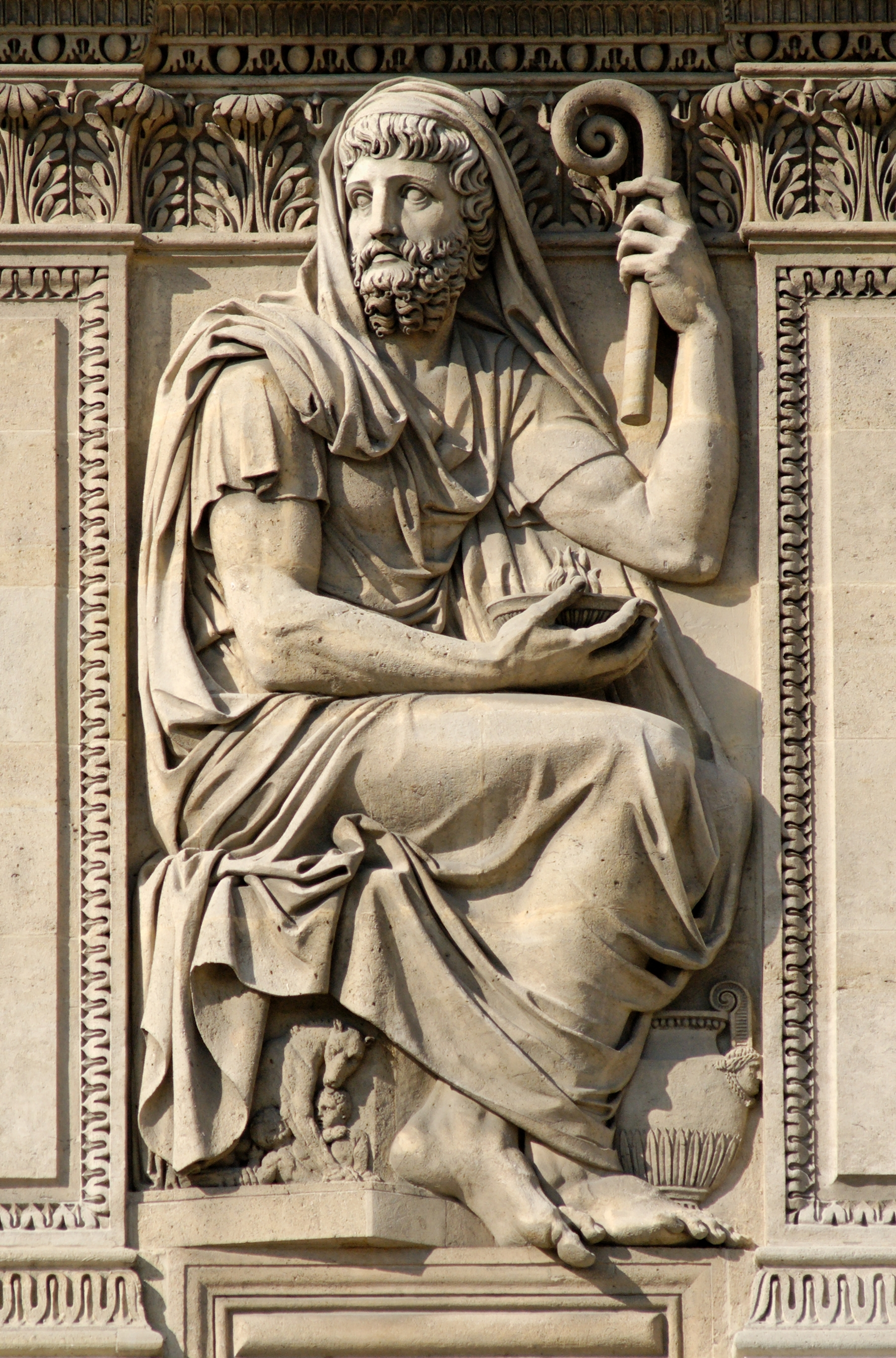
تمثال لهيرودوت في متحف لوور في باريس

يعود تاريخ دفن الأحياء وبالتخصيص الأطفال إلى أكثر من ألفين وخمسمئة عام، يذُكر المؤرخ الإغريقي هيرودوت (باليونانية: Ἡρόδοτος)،(باللاتينية:Herodotus) في كتابه تواريخ هيرودوت:
في عصور المتأخرة دفن الأحياء كانت إحدى طرق الإعدام والتعذيب، في القرن الرابع عشر، وُجد دانز سكوطس في نعشه داخل القبر ميتاً وعلى يديه آثار جرح وتمزق بسبب محاولته الهروب، وتكون طرق دفن الأحياء بأشكال مختلفة إما بالتحنيط أو بوضع الضحية في تابوت أو ربطه ودفنه مباشرةً بالتراب ليتسبب له بالاختناق.
في القرآن الكريم ايضاً ذكر دفن الأحياء وأد البنات الذي كان يُستخدم في زمن الجاهلية عند بعض قبائل البادية